# Заостровье (Ломоносовский район)
Заостровье (фин. Saastrova) — деревня в Лопухинском сельском поселении Ломоносовского района Ленинградской области.

## История
Упоминается как деревня Saostrouie by в Заможском погосте в шведских «Писцовых книгах Ижорской земли» 1618—1623 годов.
На карте Ингерманландии А. И. Бергенгейма, составленной по шведским материалам 1676 года, обозначена мыза Sastroi Hoff.
На шведской «Генеральной карте провинции Ингерманландии» 1704 года — деревня Sastrova by при мызе Sastrova hof.
Как мыза Соструция она упомянута на «Географическом чертеже Ижорской земли» Адриана Шонбека 1705 года.
Затем на карте Ингерманландии А. Ростовцева 1727 года упоминается деревня Заостровье.
На карте Санкт-Петербургской губернии Ф. Ф. Шуберта 1834 года обозначена деревня Заостровье, состоящая из 20 крестьянских дворов.

ЗАОСТРОВЬЕ — мыза и деревня принадлежат коллежскому асессору Брему, число жителей по ревизии: 49 м. п., 47 ж. п. 

ЗАОСТРОВЬЕ — деревня принадлежит чиновнику 4 класса Каменеву, число жителей по ревизии: 35 м. п., 37 ж. п. (1838 год)

В пояснительном тексте к этнографической карте Санкт-Петербургской губернии П. И. Кёппена 1849 года она записана как деревня Saostrowia (Заостровье) и указано количество её жителей на 1848 год: савакотов — 2 м. п., 2 ж. п., всего 4 человека, русских — 121 человек.
Согласно 9-й ревизии 1850 года одна деревня Заостровье принадлежала наследникам Павла Николаевича Камнева, вторая деревня Заостровье принадлежала помещику Эммануилу Богдановичу Адеркасу.
Согласно карте профессора С. С. Куторги 1852 года деревня называлась Заостровье.

ЗАОСТРОВЬЯ — деревня г. Андеркаса, по просёлочной дороге, число дворов — 7, число душ — 38 м. п. 

ЗАОСТРОВЬЯ — деревня наследников Каменева, по просёлочной дороге, число дворов — 9, число душ — 37 м. п. (1856 год)

Согласно 10-й ревизии 1856 года деревня Заостровье принадлежала помещице Екатерине Павловне Каменевой.

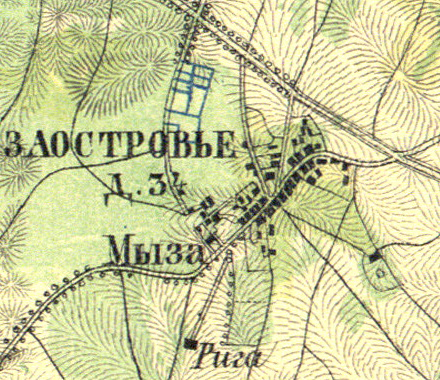
План деревни Заостровье. 1860 год

Согласно «Топографической карте частей Санкт-Петербургской и Выборгской губерний» в 1860 году деревня Заостровье насчитывала 34 крестьянских двора. К югу от деревни находилась мыза и рига.

ЗАОСТРОВЬЕ — мыза владельческая при пруде и колодцах, число дворов — 2, число жителей: 4 м. п., 5 ж. п.

ЗАОСТРОВЬЕ — деревня владельческая при колодцах, число дворов — 31, число жителей: 87 м. п., 78 ж. п. (1862 год)

В 1865 году временнообязанные крестьяне деревни выкупили свои земельные наделы у А. Ф. Полозовой и стали собственниками земли.
В 1885 году деревня насчитывала 28 дворов.
Согласно материалам по статистике народного хозяйства Петергофского уезда 1887 года мыза Заостровье площадью 281 десятина принадлежала присяжному поверенному Н. Н. Волкову, она была приобретена в 1879 году за 7000 рублей, дом под дачу и харчевня сдавались в аренду.
В конце XIX века деревня административно относилась к Медушской волости 2-го стана Петергофского уезда Санкт-Петербургской губернии, в начале XX века — 3-го стана. По приходским данным население деревни было смешанным — финско-русским.
По данным «Памятной книжки Санкт-Петербургской губернии» за 1905 год мыза Заостровье площадью 297 десятин принадлежала мещанину Василию Семёновичу Сельчуку.
К 1913 году количество дворов в деревне уменьшилось до 19.
С 1917 по 1923 год деревня входила в состав Заостровского сельсовета Медушской волости Петергофского уезда.
С 1923 года в составе Троцкого уезда.
С 1924 года в составе Бобровского сельсовета.
С 1926 года вновь в составе Заостровского сельсовета. Согласно данным переписи населения СССР 1926 года в деревне Заостровье проживали 202 человека — большинство русские, а также поляки.
С февраля 1927 года в составе Гостилицкой волости. С августа 1927 года в составе Ораниенбаумского района.
В 1928 году население деревни Заостровье также составляло 202 человека.
По данным 1933 года деревня Заостровье являлась административным центром Заостровского сельсовета Ораниенбаумского района, в который входили 8 населённых пунктов, деревни: Заостровье, Жеребятки, Добряницы Новые, Добряницы Старые, Ключки, Кожерицы, Мололицы, Муховицы, общей численностью населения 1351 человек.

Деревня Заостровье на карте 1940 года

Согласно топографической карте РККА 1940 года деревня насчитывала 41 двор.
С 1960 года в составе Гостилицкого сельсовета.
С 1963 года в составе Гатчинского района.
С 1965 года вновь в составе Ломоносовского района. В 1965 году население деревни Заостровье составляло 132 человека.
По данным 1966 года деревня Заостровье также входила в состав Гостилицкого сельсовета.
По данным 1973 и 1990 годов деревня Заостровье входила в состав Лопухинского сельсовета.
В 1997 году в деревне Заостровье Лопухинской волости проживали 97 человек, в 2002 году — 87 человек (русские — 90 %), в 2007 году — 82.

## География
Деревня расположена в юго-западной части района на автодороге 41К-008 (Петродворец — Криково) в месте примыкания к ней автодороги 41К-628 (подъезд к дер. Муховицы), к востоку от административного центра поселения, деревни Лопухинка.
Расстояние до административного центра поселения — 7 км.
Расстояние до ближайшей железнодорожной станции Ораниенбаум I — 38 км.

## Демография
| 1838 | 1848 | 1862 | 1997 | 2002 | 2007 | 2010 |
| ---- | ---- | ---- | ---- | ---- | ---- | ---- |
| 168  | ↘125 | ↗174 | ↘97  | ↘87  | ↘82  | ↗109 |
| 2017 |      |      |      |      |      |      |
| ↘91  |      |      |      |      |      |      |

## Улицы
Героев, Дачная, Звёздная, Лесной переулок, Луговая, Мирная, Молодёжная, Надежды, Народная, Новый переулок, Октябрьская, Радужная, Строительная, Труда.